# Gunther von Wüllersleben
Gunther von Wüllersleben (* unbekannt; † 3. oder 4. Mai 1252) war von 1249 bis 1252 der 8. Hochmeister des Deutschen Ordens.

## Leben
Wüllersleben entstammte einer Ministerialenfamilie des Klosters Hersfeld, das aus Wüllersleben im Ilm-Kreis (Thüringen) stammte. Sein Eintrittsdatum in den Orden ist nicht bekannt, doch lebte er bis 1215 als einfacher Ordensritter in Akkon. Möglicherweise handelt es sich bei ihm um den gleichnamigen Ordensmarschall von Palästina, der uns dort von 1228 bis 1230 begegnet.
Sicher ist er 1234 wieder als Ordensbruder in Thüringen bezeugt, von wo aus er dann Landkomtur in Apulien geworden sein könnte, wenn er mit dem gleichnamigen Amtsträger von 1240 bis 1244 identisch ist. Jedenfalls finden wir ihn in Begleitung des Hochmeisters 1246 in Preußen, namentlich in Thorn und Elbing.
Günther von Wüllersleben wurde 1249 oder 1250 in Akkon zum Hochmeister gewählt. Ludwig von Queden, der unterlegene Gegenkandidat der von Dietrich von Grüningen angeführten pro-päpstlichen Partei, wurde als Landmeister nach Preußen gesandt.
Über die Amtszeit Günthers von Wüllersleben ist nichts bekannt, er residierte wohl bis zu seinem Tod in Akkon. In seiner Amtszeit fand der sechste Kreuzzug statt, an dem ein größeres Kontingent Deutschritter teilgenommen hatte. In deren Zusammenhang wird Wüllersleben allerdings nicht genannt. Er starb am 3. oder 4. Mai 1252.